# Giulio Camporese
Giulio Camporese (Roma, 1754 – Roma, 1º novembre 1840) è stato un architetto italiano.

## Biografia
Giulio Camporese appartenne a una famiglia di architetti che svolse una intensa attività tra il XVIII e il XIX secolo nello Stato della Chiesa. Era figlio di Pietro Camporese il Vecchio (1726-1781), fratello di Giuseppe Camporese e zio di Pietro Camporese il Giovane (1792-1873).
I Camporese lavorarono spesso insieme. Giuseppe e Giulio lavorarono spesso in coppia (per es., nella progettazione della Collegiata della SS. Trinità a Genzano di Roma o della Collegiata San Nicola di Bari a Soriano nel Cimino) e collaborarono con il padre (per es., nei lavori per il Duomo e l'annesso Seminario di Subiaco).
Come il padre e il fratello, Giulio Camporese fu accolto fra gli accademici di San Luca e insegnò nella stessa accademia.

## Opere (lista incompleta)
- Collegiata della Santissima Trinità (Genzano di Roma)
- Chiesa di Santa Maria in Monserrato degli Spagnoli (Roma)
- Chiesa di Sant'Anna (Carbognano)
- Collegiata dei Santi Giovanni e Andrea (Canino)
- Collegiata San Nicola di Bari (Soriano nel Cimino)
- Atrio dei Quattro cancelli e Galleria dei Candelabri del Palazzo Vaticano (Roma)
- Chiesa di San Lorenzo Martire (Gerano (Roma))

## Galleria d'immagini

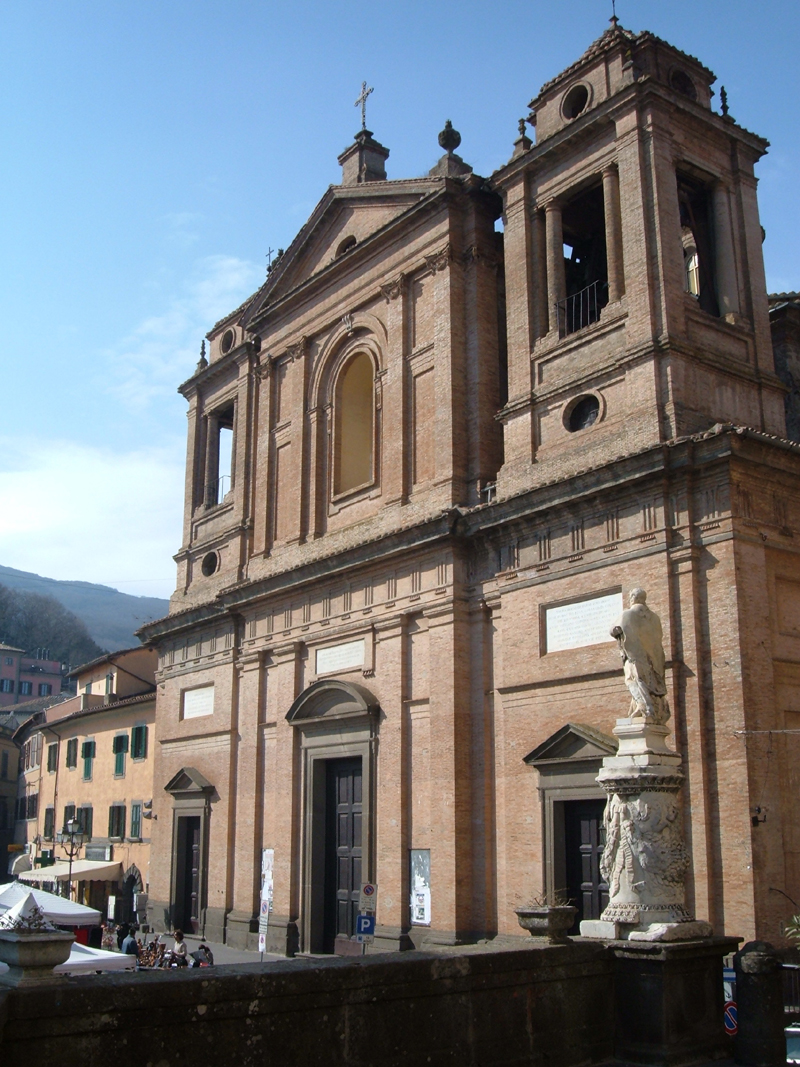
Soriano nel Cimino, Chiesa di San Nicola, Facciata
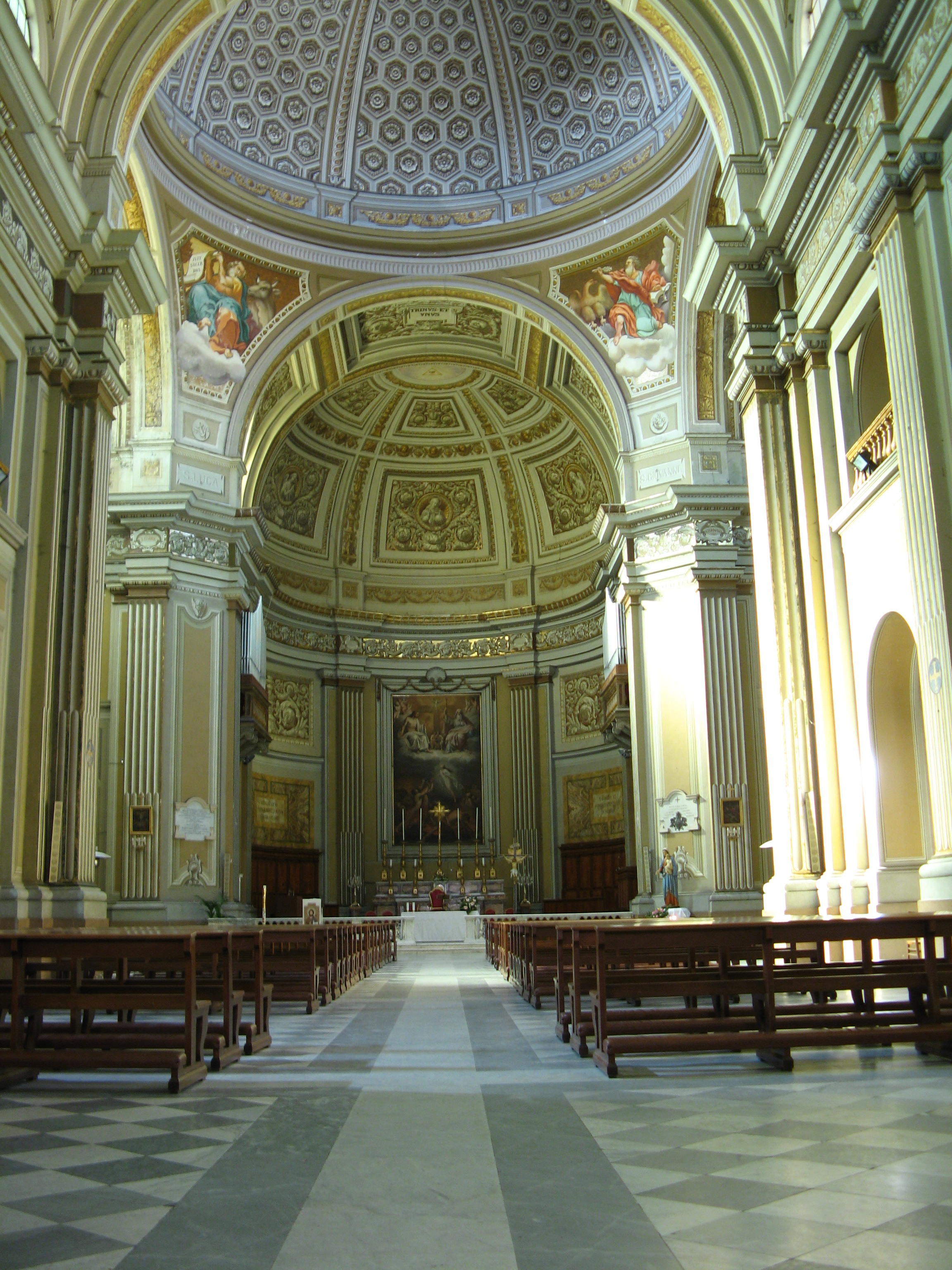
Genzano di Roma, Collegiata della Santissima Trinità, Navata centrale
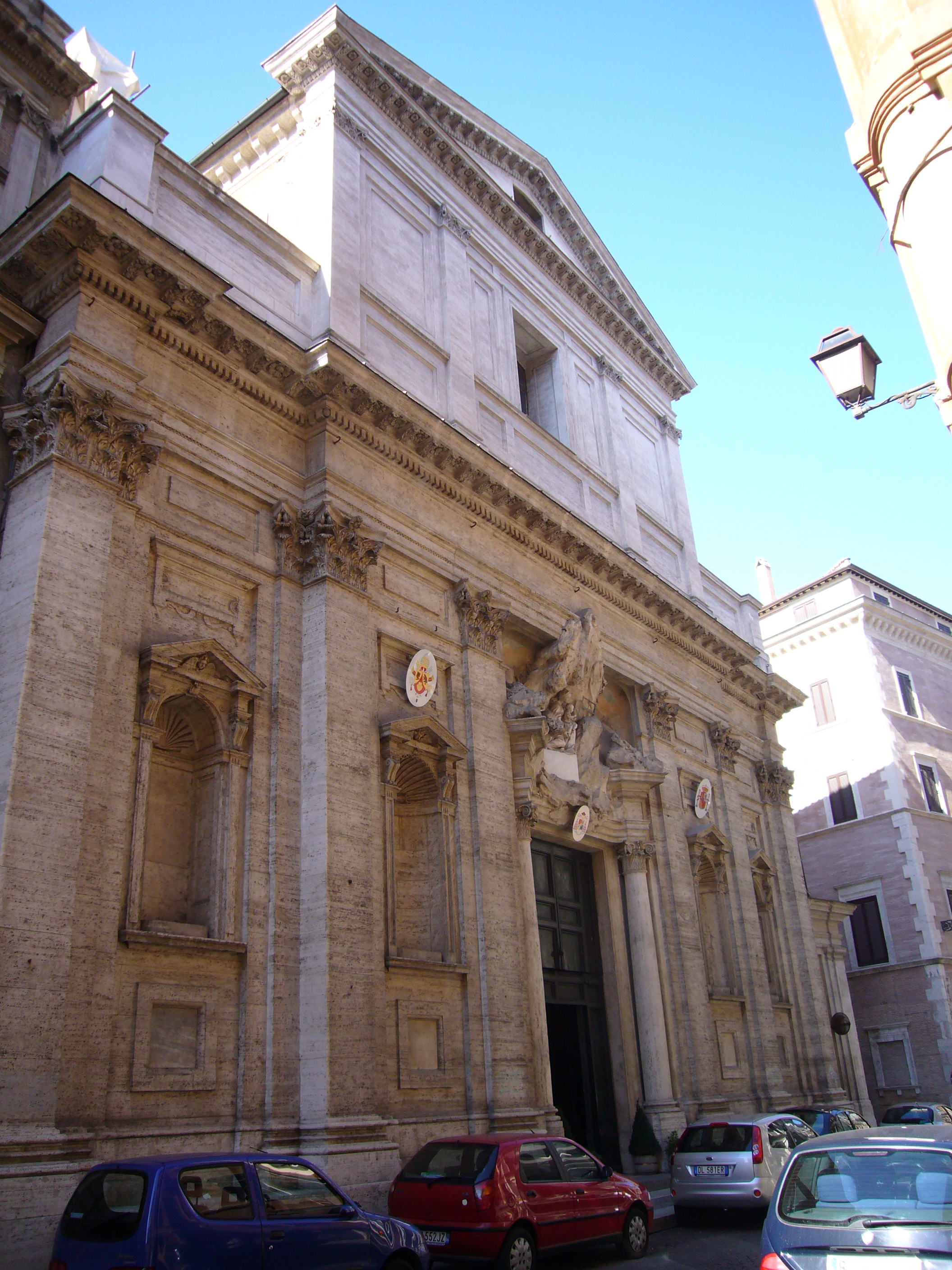
Roma, Santa Maria in Monserrato, Facciata
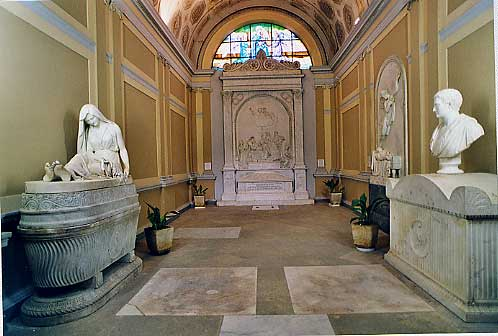
Canino, Cappella Bonaparte